# Nhạc viện Quốc gia (Hy Lạp)
Nhạc viện Quốc gia Hy Lạp (tiếng Hy Lạp: Εθνικό Ωδείο, Ethnikó Ōdeío) là một nhạc viện được thành lập vào năm 1926 ở thành phố Athens bởi nhà soạn nhạc Manolis Kalomiris cùng một số nghệ sĩ nổi tiếng khác như Charikleia Kalomoiri, Marika Kotopouli, Dionysios Lavrangas, và Sophia Spanoudi. Trong suốt nhiều năm Nhạc viện Quốc gia Hy Lạp là tổ chức văn hóa giáo dục Hy Lạp duy nhất tiếp cận được với cộng đồng người Hy Lạp trong nước và hải ngoại với việc thành lập các chi nhánh ở Ai Cập và đảo Síp (1948). Nhiều nghệ sĩ nổi tiếng đã từng công tác tại trường như Maria Callas, Gabriel Pierné, Dimitris Mitropoulos, Avra Theodoropoulou và bản thân trường cũng đã đào tạo ra nhiều nghệ sĩ tài danh như Maria Callas, Leonidas Kavakos, Agnes Baltsa và Manto. Khi Nhà hát kịch Quốc gia Hy Lạp thành lập năm 1940, 2 phần 3 nhân viên của Nhà hát là các sinh viên hoặc cựu sinh viên của Nhạc viện Quốc gia Hy Lạp.
Trường đã thay đổi trụ sở chính vài lần tại thủ đô Athens trong suốt lịch sử của nó. Ban đầu nằm ở Irakleitou 6, trụ sở được dời đến Dorou 3 (1932), Solomou và G. Septemvriou (1935), và Solomou 67 và Aristotelous (1940). Trụ sở hiện nay của trường nằm ở Maizonos 8 và giám đốc nghệ thuật của trường là Periklis Koukos.